# 통근열차 러브
《통근열차 러브》는 2004년 8월 13일에 MBC에서 방영한 베스트극장이다.

## 등장 인물

### 주요 인물
- 정찬 : 시찬 역
- 김보경 : 인애 역

### 그 외 인물
- 우승
- 김민정
- 정욱 : 시찬의 장인 역
- 이정규
- 신성균
- 권병길
- 김승현
- 이옥정
- 최화영
- 박준하 (아역)